# 卡达山巴索统一机构
卡达山巴索统一机构（abbrev: UPKO，简称民统党、沙民统；又名卡达山杜顺人统一机构），是代表卡达山-杜顺-姆鲁人利益的的北婆羅洲直轄殖民地和马来西亚沙巴州的一个已不存在的政党。

## 历史

### 全国卡达山人统一机构成立（1961年）
1961年，莫哈末·法·史蒂芬和彼得摩尊丁成立全国卡达山人统一机构（卡统），为北婆罗州首个成立的政党。自始就将本身定位为沙州非穆斯林土著（主要即卡达山人）的代言人。。卡统的组织模式仿照半岛的巫统。该党成立时有大约2万名党员。

### 巴索党分裂（1962年）
卡统一开始就不支持东姑阿都拉曼提出的 "马来西亚计划"，但法·史蒂芬在于东姑会面后转向支持大马计划，党内不同意这一立场的党员在G·S·孙丹的领导下，于1962年1月退党成立巴索摩摩根统一机构（巴索党）。巴索党主要得到姆鲁人的支持。

### 再统一和卡达山巴索统一机构成立（1963年-1964年）
1963年马来西亚成立后，卡统加盟沙巴联盟，与代表沙巴穆斯林利益的沙巴民族统一机构（沙统）和代表沙巴华人利益的沙巴华人公会（沙华公会）共同执政，史蒂芬出任第一任沙巴首席部长。1964年5月，巴索党与卡统重新统一，6月党重新命名为卡达山巴索统一机构（沙民统）。

### 解散
1964年，史蒂芬因为与州元首慕斯达法·哈仑争执不休而被迫辞职，被调职中央担任部长。在中央的压力下，沙民统于1967年12月28日解散，其党员加入沙统。

## 大选成绩
| 选举         | 赢得席位 | 竞选席位 | 总得票数   | 得票率     | 选举结果                    | 选举领袖         |
| ------------ | -------- | -------- | ---------- | ---------- | --------------------------- | ---------------- |
| 1964（卡统） | 5 / 159  | 13       | 州议会委任 | 州议会委任 | ▲5席；执政联盟 （沙巴联盟） | 莫哈末·法·史蒂芬 |

## 州议会选举成绩
| 选举             | 赢得席位 |
| ---------------- | -------- |
| 1967年沙巴州选举 | 12 / 32  |